# Palazzo Gallo (Osimo)
Palazzo Gallo è un'antica residenza nobiliare che si trova a Osimo (AN), nelle Marche.
Voluto dal cardinal Antonio Maria Gallo agli inizi del XVII secolo, è oggi sede della Banca Unicredit. Noto per il celebre soffitto affrescato dal Pomarancio.

## Storia e descrizione

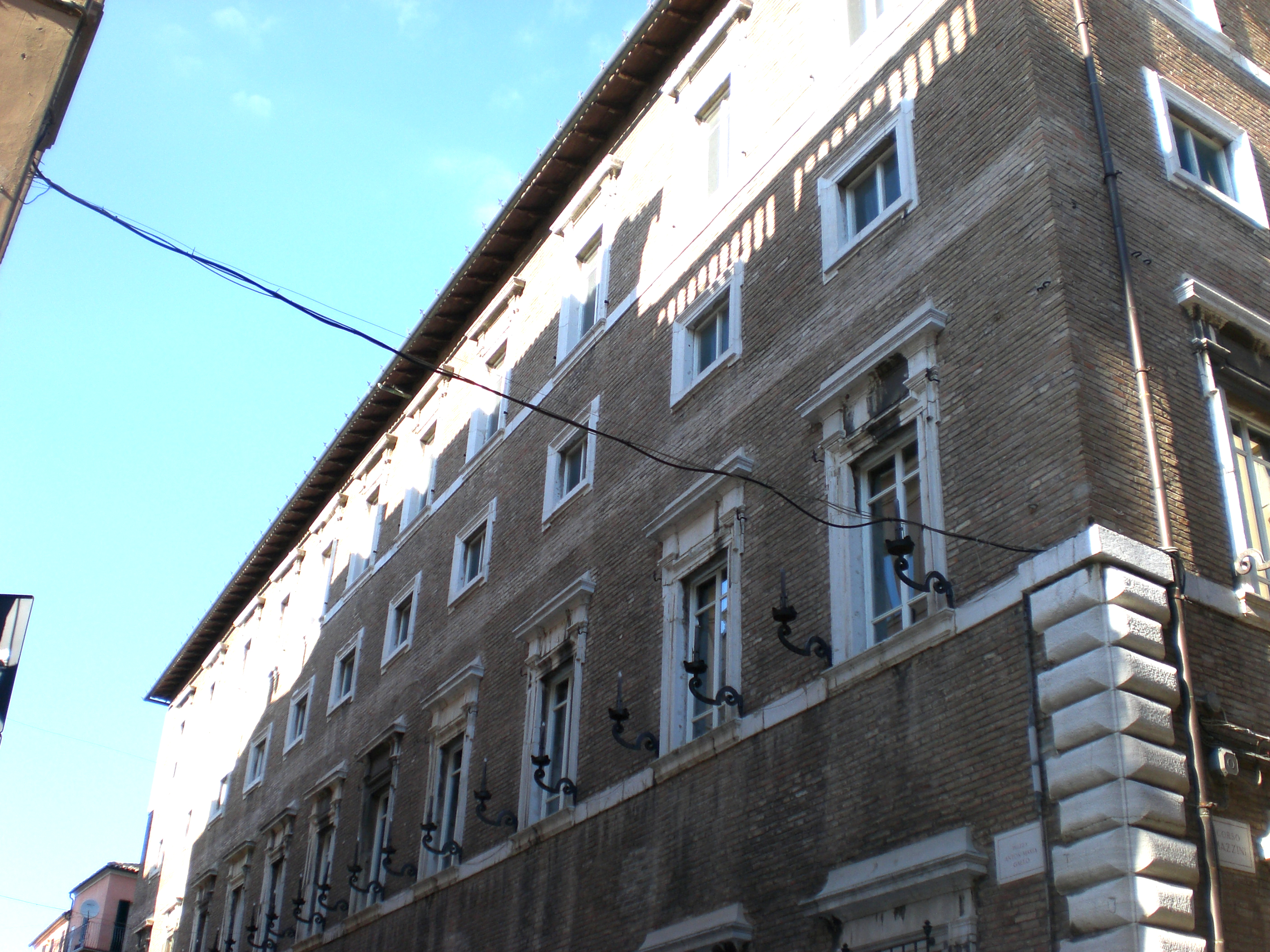
Veduta della facciata.

La famiglia Gallo, originaria di Carpi, si stabilì a Osimo nella seconda metà del XV secolo. Nel 1553 nacque Anton Maria e fin da giovane entrò in confidenza con il cardinale Peretti, futuro papa Sisto V che assai rapidamente gli assicurò un'importante carriera.
Divenuto vescovo di Osimo nel 1591, nei primi anni del '600 decise di costruirsi una residenza in città che fosse più sfarzosa del palazzo vescovile. Così iniziò la costruzione del palazzo attuale. Volle una posizione centralissima e acquistò il grande lotto, occupato all'epoca dalle abitazioni delle nobili famiglie Dolfi e Capilupi e dalla chiesa di santa Palazia. Quest'ultima venne ricostruita più a nord.
La facciata in laterizi prende tutta la lunghezza della piazza antistante. Impostata su tre ordini di grandi finestre e divisi orizzontalmente da cornici in pietra in corrispondenza degli altrettanti piani, è aperta da un monumentale portale affiancato da due colonne in pietra bianca reggenti un balcone balaustrato.
L'interno venne decorato secondo il gusto dell'epoca. L'ampio scalone che sale al piano nobile presenta le statue allegoriche delle Quattro Stagioni. Capolavoro del complesso è il soffitto del Salone delle Feste affrescato dal Pomarancio.
Il cardinale morì nel 1620 e il palazzo restò proprietà della famiglia Gallo, poi Gallo-Manciforte, fino al 1888, anno in cui venne venduto alla Cassa di Risparmio di Osimo.

### Il salone delle feste
Il salone, detto anche dei ricevimenti, si apre al primo piano sopra il portale d'ingresso. Occupa un'altezza di due piani e la sua volta a specchio venne interamente affrescata fra il 1605 e il 1615 dal Pomarancio, già attivo al Santuario di Loreto, con il Giudizio di Salomone. Le figure della Sapienza divina e della Grazia fiancheggiano la scena centrale; al di sotto, nel lato lungo della sala, fra le lunette, sono iscritte altre quattro figure simboliche: la Giustizia, la Verità, la Pace e la Conoscenza; mentre in corrispondenza dei lati minori, l'Angelo della Croce e l'Angelo della Cornucopia.

### Le grotte
Come diversi palazzi osimani, anche palazzo Gallo conserva nei sotterranei un intricato dedalo di gallerie. Poste su due piani, la rete sotterranea scavata nell'arenaria attraversa in senso longitudinale la piazza per convergere verso i sotterranei della chiesa di San Gregorio. Sembrerebbe che queste gallerie un tempo erano collegate con quelle del vicino Palazzo Campana.